# Hydroptila chattanooga
Hydroptila chattanooga är en nattsländeart som beskrevs av Frazer och Harris 1991. Hydroptila chattanooga ingår i släktet Hydroptila och familjen smånattsländor. Inga underarter finns listade i Catalogue of Life.